# Asino catalano
L'asino catalano (Equus asinus var. catalana; cat., "ruc català"; sp., "burro catalán"; fr., "âne catalan") è una razza di asino (Equus asinus) originaria della Catalogna. Tra le più grandi razze asinine del mondo, è divenuto da qualche anno un vero e proprio simbolo dell'identità catalana.

## Caratteristiche
L'asino catalano presenta un manto nero o baio scuro, con il muso, il contorno degli occhi e il ventre grigi chiari e con sfumature rossastre alle orecchie e sul dorso.
Tra le razze asinine più grandi, la sua altezza media varia dagli 1,35 agli 1,64 metri, per un peso variabile dai 350 a 450 chilogrammi. Possiede una testa grande, un collo muscoloso ed ampie orecchie, lunghe da 38 a 42 centimetri.
Le femmine divengono fertili da 3 anni di età e possono partorire un solo puledro alla volta, dopo una gestazione di 12 mesi.
L'asino catalano ha una forma longilinea e una grande mole, che gli conferiscono notevole forza; possiede, inoltre, un carattere placido e mansueto.

## Storia
Discendente da quello somalo, l'asino catalano è una razza molto antica, citata addirittura da Plinio il Vecchio.
Per la sua mole e il suo carattere servizievole, fu assai utilizzato nei lavori agricoli fino alla metà del XX secolo, portandone addirittura la popolazione, all'inizio del Novecento, a 50.000 esemplari nella sola Catalogna.

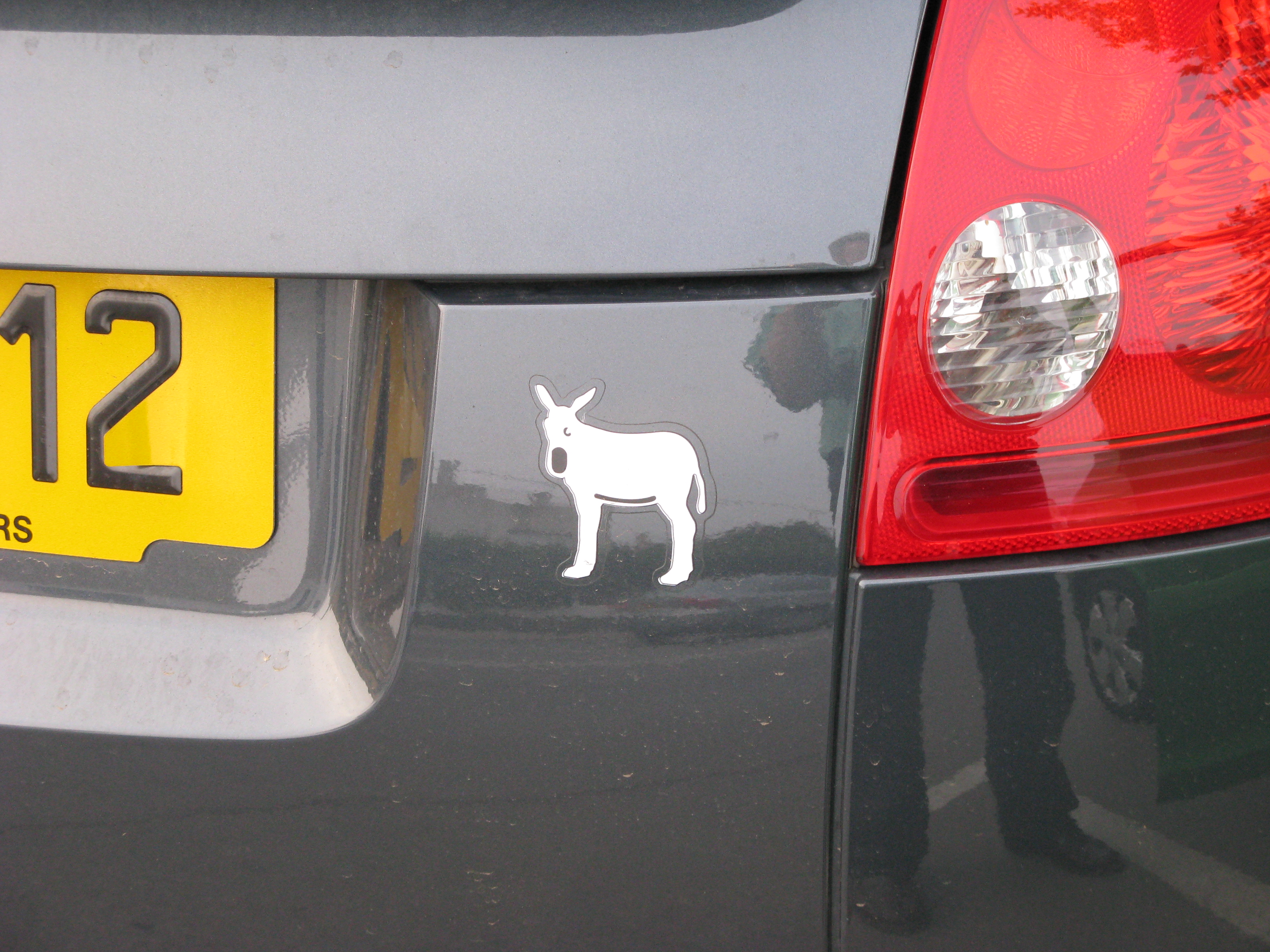
Adesivo per auto raffigurante l'asino catalano in una macchina con matricola francese. L'asino catalano è un simbolo fortemente sentito anche nella Catalogna Nord.

Dichiarato, nel 1916 a New York, la miglior razza asinina del mondo, l'asino catalano ebbe un tale successo da essere utilizzato, attraverso gli incroci, per la creazione di altre razze: tra esse, l'asino di Martina Franca, l'asino di Maiorca e il Mammoth Jackstock nordamericano.
La meccanizzazione dei lavori agricoli fin dagli anni sessanta portò in disuso l'impiego di questi animali, che nel corso del secolo hanno conosciuto un vertiginoso decremento demografico: già nel 1988 si stimavano appena 100 asini catalani, cresciuti nei 10 anni successivi di soli 79 capi.
Sia pure limitato, il nuovo incremento demografico ha momentaneamente posto fine a quella che sembrava un'inarrestabile condanna all'estinzione dell'asino catalano. Ciò, anzitutto, grazie alla valorizzazione operata dall'Associació del Foment de la Raça Asinina Catalana (AFRAC), associazione catalana istituita nel 1978 dopo la fine del franchismo, che ne ha incentivato l'allevamento e la diffusione. Ad ottobre 2004 risultavano dai registri dell'AFRAC 336 asini catalani, ma la popolazione totale, considerando anche i capi non registrati, fu stimata in circa 500 esemplari.
Un salto di qualità è stato compiuto nello stesso 2004, quando due giovani di Banyoles, Jaume Sala e Álex Ferreiro, hanno deciso di produrre un adesivo per automobili con il profilo dell'asino catalano, ispirandosi a una precedente opera ("Ruc de la Floresta") del disegnatore catalano Eloi Alegre.
L'immagine, a breve riprodotta anche su magliette, scarpe, portachiavi e molti altri oggetti all'interno della campagna Planta't el burro, è divenuta uno dei simboli dell'identità catalana, in contrapposizione al simbolo della Spagna, il toro di Osborne.